# Bobby Gordon
Bobby Gordon (* 29. Juni 1941 in Hartford, Connecticut; † 31. Dezember 2013) war ein US-amerikanischer Klarinettist des Hot Jazz.

## Leben und Wirken
Bobby Gordon ist ein Schüler von Joe Marsala und von Pee Wee Russell beeinflusst; 1962/63 nahm er drei Alben für das Label Dot auf und spielte in dieser Zeit Folk Music und die Musik von Acker Bilk. Ende der 1960er-Jahre holte ihn Max Kaminsky in den New Yorker Jazzclub Jimmy Ryan’s. Anfang der 1970er Jahre trat er regelmäßig in Eddie Condon’s Club auf, arbeitete mit Wild Bill Davison in Chicago und zog dann nach San Diego. Bekannt wurde er schließlich vor allem durch seine Aufnahmen für die Label Jump und Arbors und seine Zusammenarbeit mit Marty Grosz in den Orphan Newsboys. Bei seinen Alben arbeitete er u. a. mit Keith Ingham, Dan Barrett, Adele Girard, Scott Robinson, Dave McKenna, Tony DeNicola und Bob Wilber zusammen; 2000 begleitete er Rebecca Kilgore. Gordon lebte im Raum San Diego, wo er gelegentlich auf Jazz-Partys und Festivals konzertierte.
Bobby Gordon ist nicht mit dem früh verstorbenen Baritonsaxophonisten Bob Gordon zu verwechseln.

## Diskographische Hinweise
- Warm and sentimental (ecca, 1963)
- Bobby Gordon/Keith Ingham/Hal Smith Trio (Jump, 1990)
- Don't Let It End (Arbors, 1992)
- Bobby Gordon Plays Bing (Arbors, 1996)
- Clarinet Blue (Arbors, 1999)
- Yarnings (Arbors, 2003), u. a. mit Bob Wilber, John Sheridan